# 中興 (北魏)
中興（ちゅうこう）は、南北朝時代の北魏において、後廃帝元朗の治世に使用された元号。531年10月 - 532年4月。

## 西暦・干支との対照表
| 中興 | 元年  | 2年   |
| 西暦 | 531年 | 532年 |
| 干支 | 辛亥  | 壬子  |

| 前の元号 普泰 | 中国の元号 北魏 | 次の元号 太昌 |